# Fontaine-Fourches
Pour les articles homonymes, voir Fontaine.
Fontaine-Fourches est une commune française située dans le département de Seine-et-Marne en région Île-de-France.

## Géographie

### Localisation
Fontaine-Fourches est la commune francilienne la plus éloignée du centre de Paris (environ 91 kilomètres).
La commune est à la frontière de trois régions : l'Île-de-France, la Bourgogne-Franche-Comté et le Grand-Est.

### communes limitrophes
| Noyen-sur-Seine Passy-sur-Seine | Villiers-sur-Seine | Gumery (Aube)               |
| Villuis                         | Fontaine-Fourches  | Traînel (Aube)              |
|                                 | Perceneige (Yonne) | La Louptière-Thénard (Aube) |

### Hydrographie

#### Réseau hydrographique

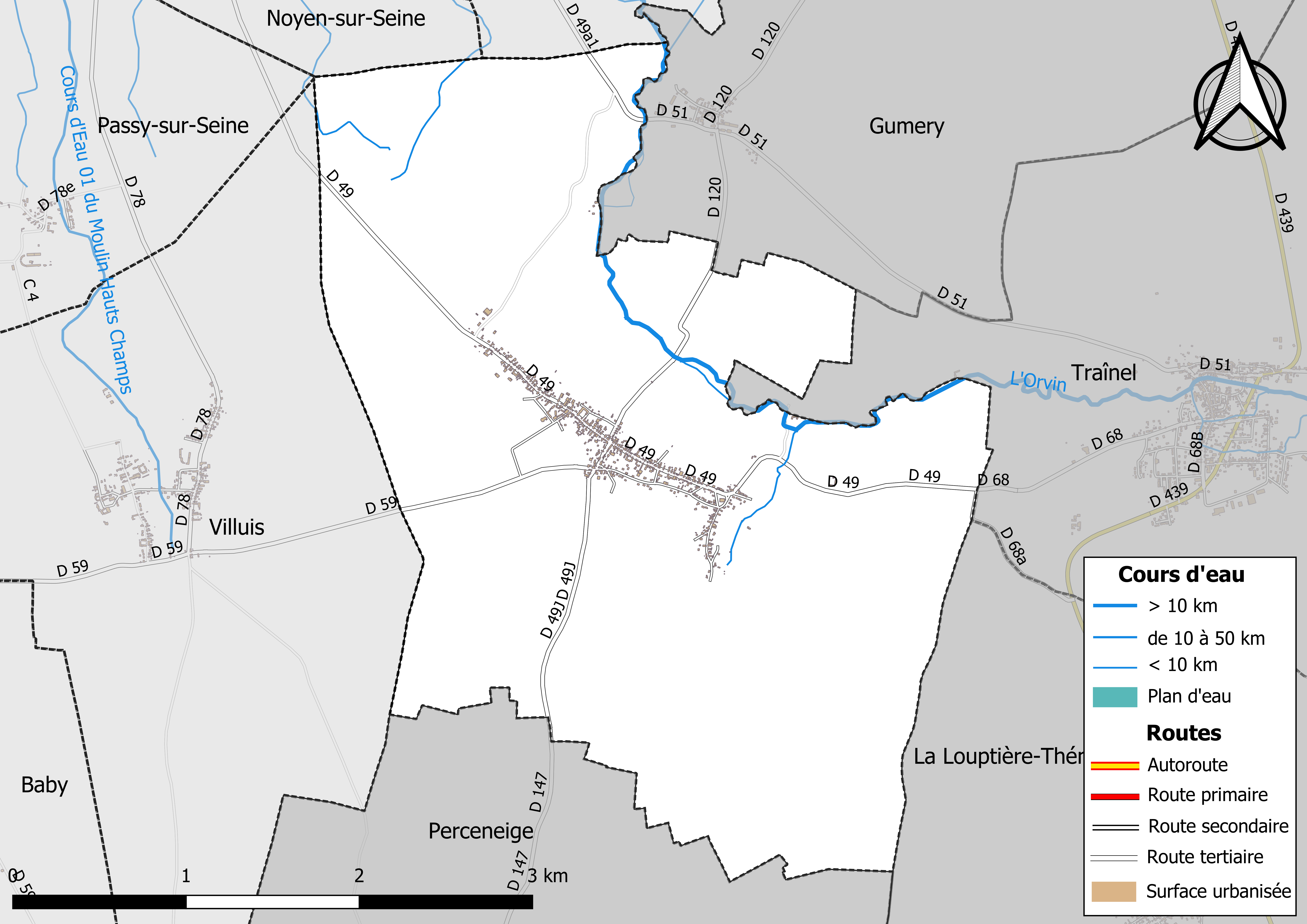
Carte des réseaux hydrographique et routier de Fontaine-Fourches.

Le réseau hydrographique de la commune se compose de sept cours d'eau référencés :
- l'Orvin, 38,11 km[1], qui prend sa source à Saint-Lupien (Aube) et se jette dans la Seine à Villiers-sur-Seine (Seine-et-Marne), ainsi que :
  - un bras de 0,38 km[2] ;
  - un bras de 0,55 km[3] ;
  - le cours d'eau 01 de la commune de Fontaines-Fourches, long de 0,96 km[4], affluent de l'Orvin ;
  - le canal 01 des Rochères, long de 2,67 km[5], conflue avec l’Orvin ;
- le fossé 01 de Champsouchard, long de 3,50 km[6] ;
- le fossé 01 de la Planchotte, long de 4,41 km[7].

La longueur totale des cours d'eau sur la commune est de 5,77 km.

#### Gestion des cours d'eau
Afin d’atteindre le bon état des eaux imposé par la Directive-cadre sur l'eau du 23 octobre 2000, plusieurs outils de gestion intégrée s’articulent à différentes échelles : le SDAGE, à l’échelle du bassin hydrographique, et le SAGE, à l’échelle locale. Ce dernier fixe les objectifs généraux d’utilisation, de mise en valeur et de protection quantitative et qualitative des ressources en eau superficielle et souterraine. Le département de Seine-et-Marne est couvert par six SAGE, au sein du bassin Seine-Normandie.
La commune fait partie du SAGE « Bassée Voulzie », en cours d'élaboration en décembre 2020. Le territoire de ce SAGE concerne 144 communes dont 73 en Seine-et-Marne, 50 dans l'Aube, 15 dans la Marne et 6 dans l'Yonne, pour une superficie de 1 710 km2,. Le pilotage et l’animation du SAGE sont assurés par Syndicat Mixte Ouvert de l’eau potable, de l’assainissement collectif, de l’assainissement non collectif, des milieux aquatiques et de la démoustication (SDDEA), qualifié de « structure porteuse ».

### Climat
Pour des articles plus généraux, voir Climat de l'Île-de-France et Climat de Seine-et-Marne.
En 2010, le climat de la commune est de type climat océanique dégradé des plaines du Centre et du Nord, selon une étude du CNRS s'appuyant sur une série de données couvrant la période 1971-2000. En 2020, Météo-France publie une typologie des climats de la France métropolitaine dans laquelle la commune est exposée à un climat océanique altéré et est dans la région climatique Nord-est du bassin Parisien, caractérisée par un ensoleillement médiocre, une pluviométrie moyenne régulièrement répartie au cours de l’année et un hiver froid (3 °C).
Pour la période 1971-2000, la température annuelle moyenne est de 11 °C, avec une amplitude thermique annuelle de 15,5 °C. Le cumul annuel moyen de précipitations est de 669 mm, avec 11,2 jours de précipitations en janvier et 7,2 jours en juillet. Pour la période 1991-2020, la température moyenne annuelle observée sur la station météorologique la plus proche, située sur la commune de Bouy-sur-Orvin à 8 km à vol d'oiseau, est de 11,4 °C et le cumul annuel moyen de précipitations est de 635,9 mm,. Pour l'avenir, les paramètres climatiques de la commune estimés pour 2050 selon différents scénarios d'émission de gaz à effet de serre sont consultables sur un site dédié publié par Météo-France en novembre 2022.

### Milieux naturels et biodiversité

#### Réseau Natura 2000

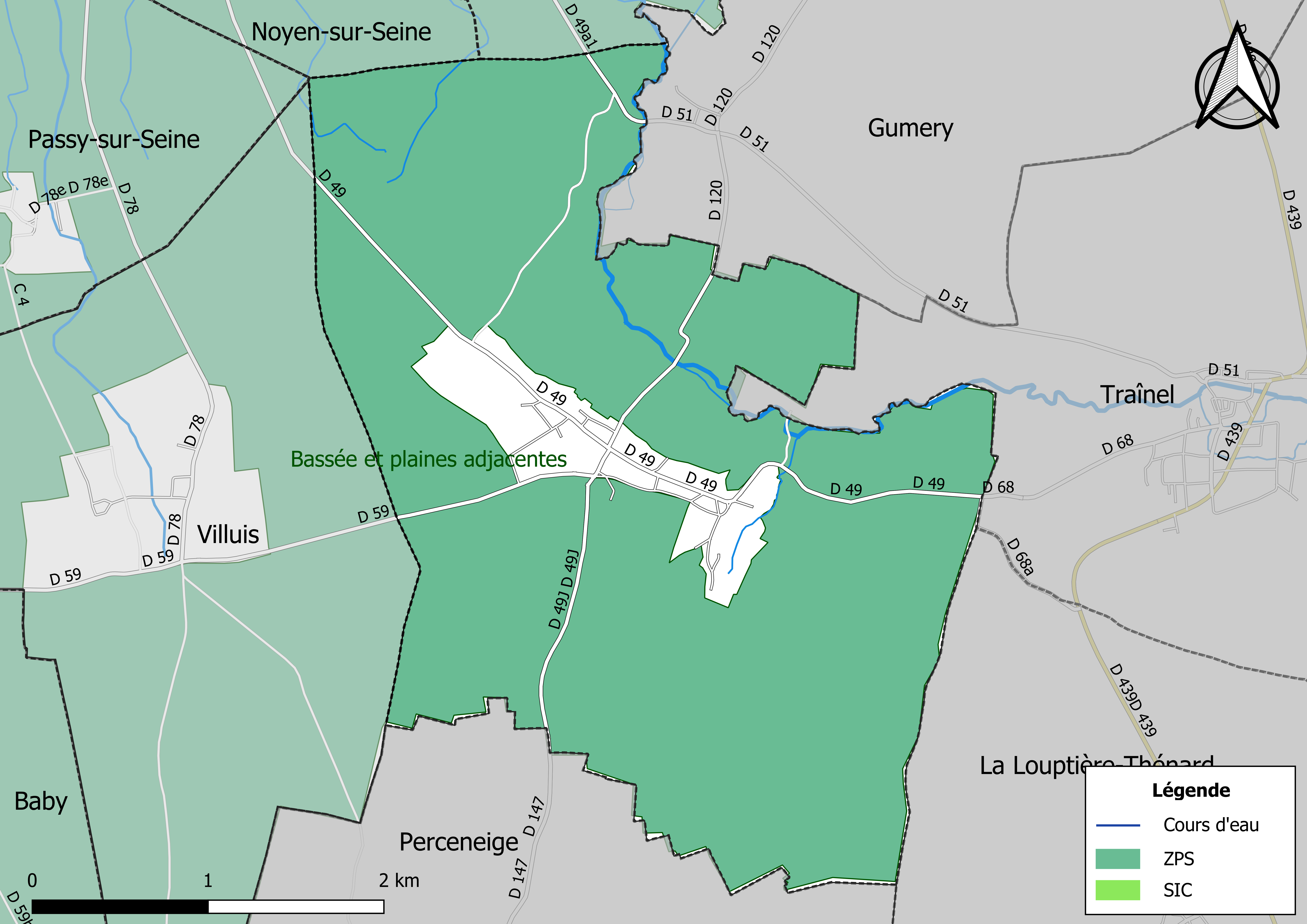
Sites Natura 2000 sur le territoire communal.

Le réseau Natura 2000 est un réseau écologique européen de sites naturels d’intérêt écologique élaboré à partir des Directives « Habitats » et « Oiseaux ». Ce réseau est constitué de Zones spéciales de conservation (ZSC) et de Zones de protection spéciale (ZPS). Dans les zones de ce réseau, les États Membres s'engagent à maintenir dans un état de conservation favorable les types d'habitats et d'espèces concernés, par le biais de mesures réglementaires, administratives ou contractuelles.
Un  site Natura 2000 a été défini sur la commune au titre de la « directive Oiseaux », :  
- la « Bassée et plaines adjacentes », d'une superficie de 27 643 ha, une vaste plaine alluviale de la Seine bordée par un coteau marqué au nord et par un plateau agricole au sud. Elle abrite une importante diversité de milieux qui conditionnent la présence d’une avifaune très riche[20],[21].

### Géologie et relief
Bordure sud de la plaine alluviale de la Bassée.
L'altitude de la commune varie de 61 mètres à 142 mètres pour le point le plus haut, le centre du bourg se situant à environ 81 mètres d'altitude (mairie). Elle est classée en zone de sismicité 1, correspondant à une sismicité très faible.

## Urbanisme

### Typologie
Au 1er janvier 2024, Fontaine-Fourches est catégorisée commune rurale à habitat dispersé, selon la nouvelle grille communale de densité à sept niveaux définie par l'Insee en 2022.
Elle est située hors unité urbaine. Par ailleurs la commune fait partie de l'aire d'attraction de Paris, dont elle est une commune de la couronne,. Cette aire regroupe 1 929 communes,.

### Lieux-dits et écarts
La commune compte 94 lieux-dits administratifs répertoriés consultables ici (source : le fichier Fantoir).
Dans les Essais historiques de L. Michelin sur le département de Seine & Marne (1835), il est question d'une maison bourgeoise et d'une ferme appelées « Coëmard », appartenant à M. Marlot, tapissier-décorateur de Paris. Ce hameau, situé sur la rive droite de l'Orvin, presque à la limite du département de l'Aube, a depuis disparu. De même a disparu un écart (hameau ou habitation écartée) du nom de Chariaux, mentionné dans les titres anciens, proche de la source du ruisseau du même nom (orthographié aussi Chareau, Charriot...).
cf le moulin de Charreau.

### Occupation des sols
L'occupation des sols de la commune, telle qu'elle ressort de la base de données européenne d’occupation biophysique des sols Corine Land Cover (CLC), est marquée par l'importance des territoires agricoles (78,5 % en 2018), une proportion sensiblement équivalente à celle de 1990 (78,9 %). La répartition détaillée en 2018 est la suivante : 
terres arables (77% ), forêts (16,8% ), zones urbanisées (4,7% ), zones agricoles hétérogènes (1,5 %).
Parallèlement, L'Institut Paris Région, agence d'urbanisme de la région Île-de-France, a mis en place un inventaire numérique de l'occupation du sol de l'Île-de-France, dénommé le MOS (Mode d'occupation du sol), actualisé régulièrement depuis sa première édition en 1982. Réalisé à partir de photos aériennes, le Mos distingue les espaces naturels, agricoles et forestiers mais aussi les espaces urbains (habitat, infrastructures, équipements, activités économiques, etc.) selon une classification pouvant aller jusqu'à 81 postes, différente de celle de Corine Land Cover,,. L'Institut met également à disposition des outils permettant de visualiser par photo aérienne l'évolution de l'occupation des sols de la commune entre 1949 et 2018.

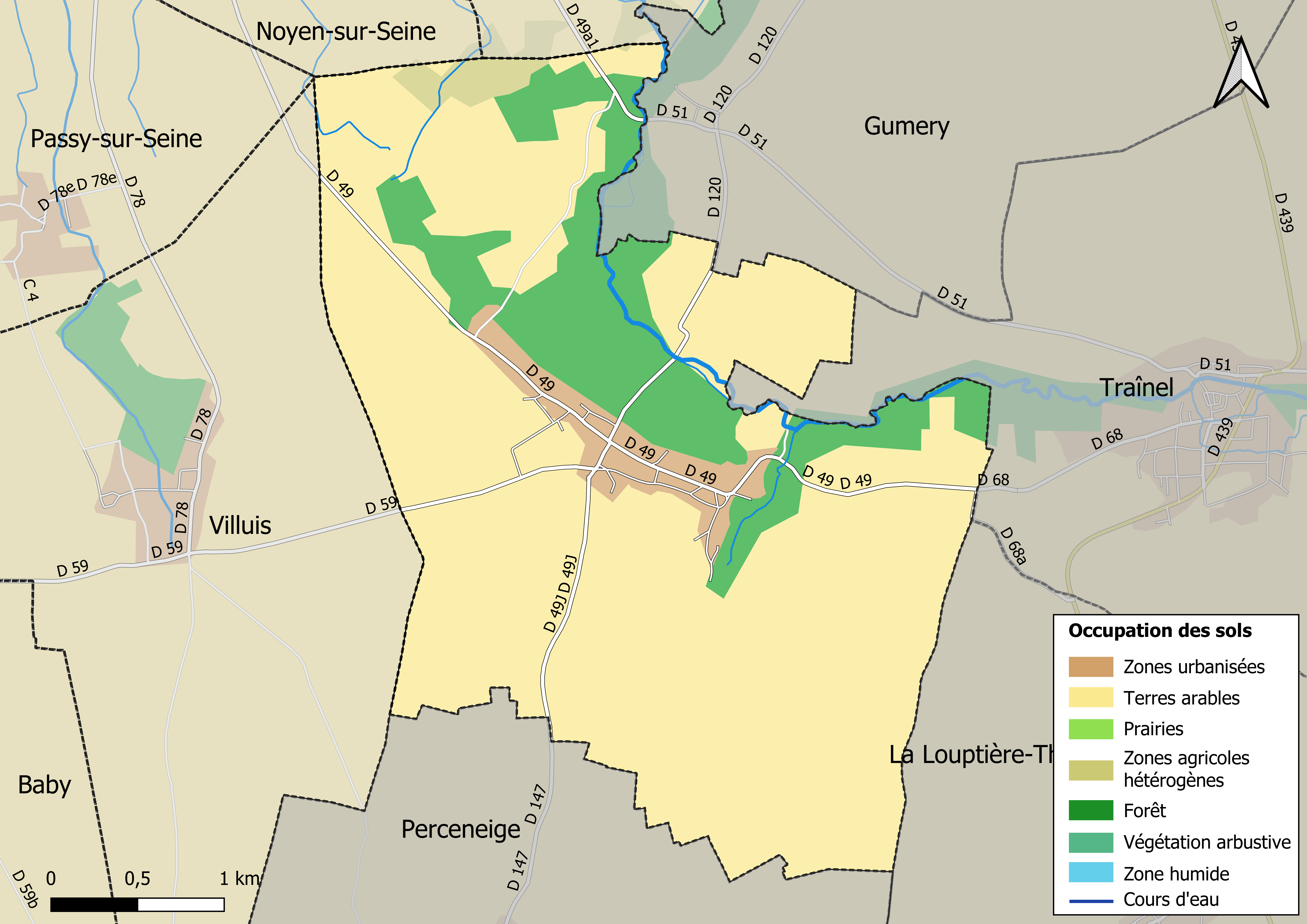
Carte des infrastructures et de l'occupation des sols en 2018 (CLC) de la commune.
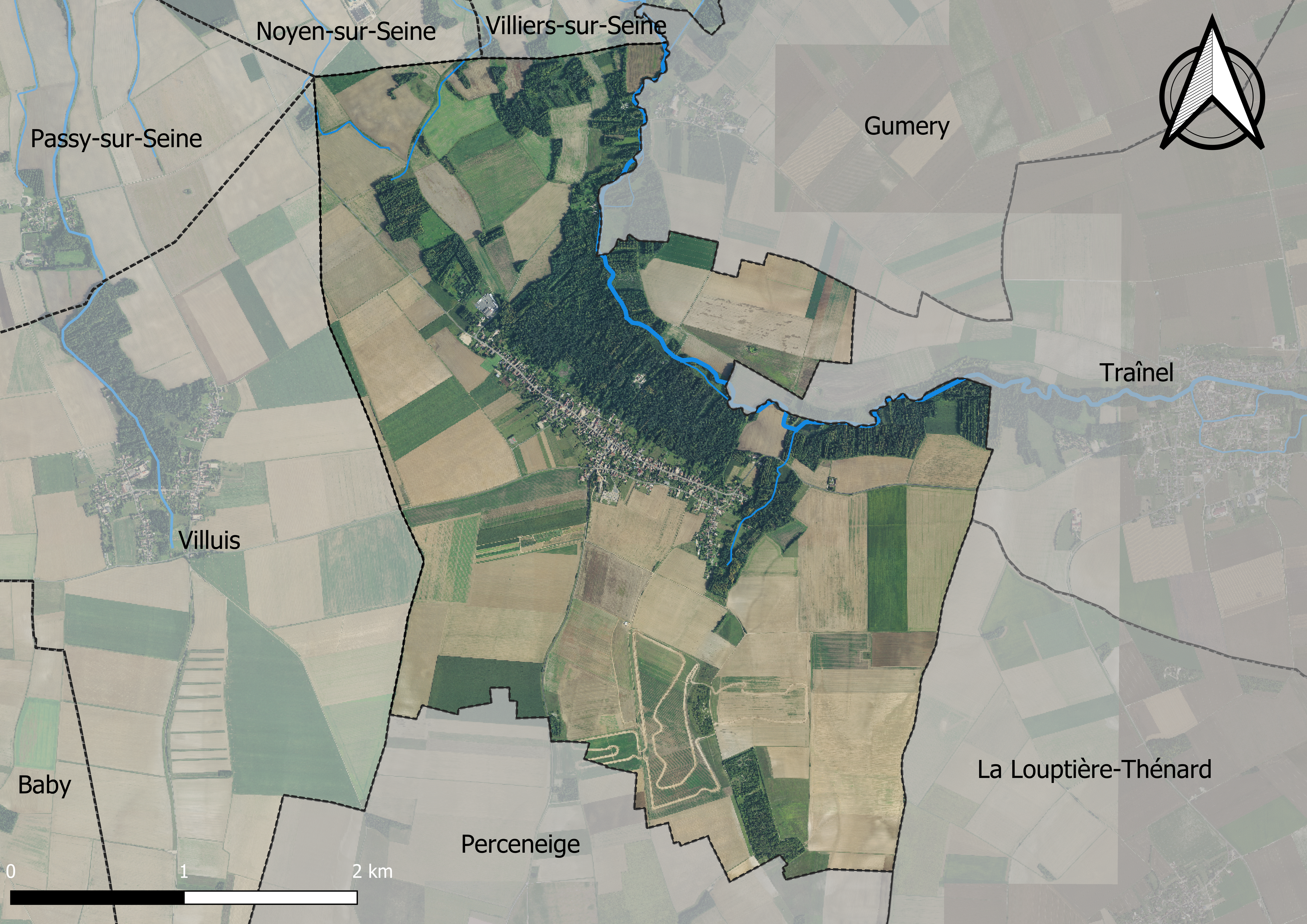
Carte orhophotogrammétrique de la commune.

### Planification
La loi SRU du 13 décembre 2000 a incité les communes à se regrouper au sein d’un établissement public, pour déterminer les partis d’aménagement de l’espace au sein d’un SCoT, un document d’orientation stratégique des politiques publiques à une grande échelle et à un horizon de 20 ans et s'imposant aux documents d'urbanisme locaux, les PLU (Plan local d'urbanisme). La commune est dans le territoire du SCOT Grand Provinois, dont le projet a été arrêté le 29 janvier 2020, porté par le syndicat mixte d’études et de programmation (SMEP) du Grand Provinois, qui regroupe les Communautés de Communes du Provinois et de Bassée-Montois, soit 82 communes.
La commune disposait en 2019 d'un plan local d'urbanisme en révision. Le zonage réglementaire et le règlement associé peuvent être consultés sur le Géoportail de l'urbanisme.

### Logement
En 2016, le nombre total de logements dans la commune était de 267 dont 98,8 % de maisons et 1,2 % d’appartements.
Parmi ces logements, 84,1 % étaient des résidences principales, 8,6 % des résidences secondaires et 7,3 % des logements vacants.
La part des ménages fiscaux propriétaires de leur résidence principale s’élevait à 86,7 % contre 11,6 % de locataires, dont 2,2 % de logements HLM loués vides (logements sociaux) et 1,8 % logés gratuitement.

### Voies de communication et transports

#### Transports
La commune est desservie par les lignes d’autocars 3201, 3202, 3203, 3240, 3243, 3245 et 3250 du réseau de bus Provinois - Brie et Seine.

## Toponymie
Fontaine et Fourches sont, à l’origine, des hameaux distincts.

Le nom de la localité est mentionné sous les formes Fontanae ecclesia super Avram fluvium vers 700 (« Fontaine, paroisse au-dessus de L'Arve », devenu l'Orvin) ; Fontane versus Triangulum au XIIIe siècle ; Fontanae prope Triangulum vers 1350 (Pouillé) ;  Fontenes en 1369 ; Fontaine Forche en 1575 ; Forche Fontaine en 1576 ; Fontaine en l'an IX.

### Étymologie
Du latin « fons », fontaine, et « furca », bifurcation.
« La fontaine Saint-Martin guérit les fièvres ».

## Histoire
À l’origine, Fontaine et Fourches constituaient deux entités distinctes.
La localité a certainement été habitée à une époque très ancienne : à plusieurs reprises, on a recueilli, sur le territoire communal, des haches, des lances en silex, des percuteurs, des pointes de flèches de la période préhistorique.

### Moyen Âge et Ancien Régime
Au XIe siècle, Fontanas, plus tard Fons furcia, était une paroisse du diocèse de Sens.
Au siècle suivant, la seigneurie appartint, tout au moins pour partie, à une famille Gateblé, dont un descendant, Gui Gateblé, chevalier, donna à l'abbaye de Vauluisant, un setier de froment et un setier d'avoine, à prendre chaque année sur les dîmes de sa terre. En 1225, cette donation fut confirmée par Anseau, fils de Gui.
La seigneurie passa alors à Pierre de Nemours, puis à la famille Britaut-Nangis, vers 1250, par le mariage de Jean Britaut, avec Marguerite de Nemours ("dame de Fontaines", sœur et héritière de Pierre de Nemours, chambrier de France, seigneur de La Chapelle-Gauthier et de « Fontaine près Trainel »).
Indépendamment de l'abbaye de Vauluisant, plusieurs établissements religieux possédaient, au Moyen Âge, des droits des biens en ce lieu. Le chapitre de la cathédrale de Troyes était du nombre. Jean Britaut, seigneur de Nangis-en-Brie devenu grand panetier, puis connétable de Sicile, vendit aux chanoines de Saint-Pierre de Troyes, en 1275, une partie de la seigneurie de Fontaine, qu'il tenait du chef de sa première femme, alors décédée.
En mars 1315, Henri de Trainel fit amortir par le roi Louis X de France, dit « le Hutin », les héritages cédés par son père aux chanoines de Saint-Pierre de Troyes.

L'hôpital Saint-Antoine de Traînel, qui fut un prieuré jusqu'en 1634, possédait aussi des terres, des dîmes et des droits féodaux sur Fontaine, Villiers et Villuis.
Les seigneurs de Trainel, cependant, conservèrent toujours la portion principale de la seigneurie dans le village.
D'après la tradition, ils y auraient eu un hôtel, au lieu-dit aujourd'hui les Murs, où aucune construction n'existe plus depuis longtemps, mais où l'on constate des traces de fondations et de substructions.
Quand la paix, conclue par le traité de Brétigny, en 1360, eut mis fin aux courses des Anglais à travers la Champagne et la Brie, les soldats congédiés par les deux rois continuèrent la guerre pour leur compte, exigeant des vivres, pillant les villages. Les populations s'armèrent et, avec le concours des seigneurs d'alentour et des arquebusiers de Troyes, se mirent à leur poursuite. Elles purent s'en débarrasser à la fin de janvier 1364.

Mais, lors du passage de ces bandes de pillards, connues sous les noms de Grandes compagnies et de Tard-venus, Fontaine a été ravagée, ses maisons furent en partie détruites et le moulin brûlé.
Deux cents ans plus tard, lors des troubles religieux, les reîtres renouvelèrent les exactions de leurs devanciers. En 1576, écrit Claude Haton dans ses Mémoires, « ils prenaient les gens à rançon », tuant ceux qui résistaient et brûlant leurs maisons, comme ils le firent à Noyen, Grisy, « Forche-Fontaine » et autres lieux de la contrée.

Déjà, l'année précédente, des renforts envoyés à l'amiral de Coligny, chef des protestants, par le prince d'Orange, Guillaume Ier, étaient passés par Villiers-sur-Seine, où ils avaient surpris les soldats de la compagnie du capitaine des Ursins, appartenant au régiment de M. de Nangis. Des Ursins (François Juvénal des Ursins), seigneur de Trainel, Villiers et Fontaine, les pourchassa, mais pas assez promptement pour éviter l'incendie d'une partie du village. D'après Claude Haton, d'ailleurs, les soldats du roi, en chassant les troupes de pillards, ne faisaient pas moins de dégâts qu'elles.
Indépendamment de l'hôtel seigneurial qui aurait existé au lieu-dit « les Murs », il y eut encore, au XVIe siècle, sur le territoire de Fontaine, et dans un endroit qu'on appelle « le château » ou « les Chanoines », une autre construction féodale. Mais tout porte à croire que c'était simplement une grange dîmeresse du chapitre de Troyes.
Au temps de Louis XIV et de Louis XV, les héritiers de la famille des Ursins, en possession du marquisat de Trainel et de grands biens dans la Brie, se qualifiaient toujours seigneurs de Fontaine-Fourches et de Villiers-sur-Seine.
C'est l'un d'eux, Claude-Constant Juvénal d'Harville des Ursins, colonel des dragons d'Orléans, qui, le 7 juillet 1763, moyennant 150 000 livres, vendit Fontaine, avec d'autres biens, mais en se réservant Villiers et les bois de la tuilerie de Mauny, maintenus dans la constitution du marquisat de Trainel, à Pierre Terray de Rozières (1713-1780), procureur général à la Cour des aides, déjà seigneur d'Athis, paroisse de Villiers-sur-Seine.
Pierre Terray était aussi le frère de l'abbé Joseph Marie Terray, (1715-1778), futur contrôleur général des finances de Louis XV en 1769 qui, devenu seigneur de La Motte-Tilly, fit édifier une nouvelle demeure sur le site de l'ancien château féodal.

Les frères Terray résidèrent dans le nouveau château de La Motte-Tilly, construit à partir de 1754, sur des plans de l'architecte François-Nicolas Lancret (1717-1789).
Pierre Terray, héritier de son frère l'abbé Joseph Marie Terray, décédé le 22 février 1778, ne lui survécut que deux ans. Le domaine, à sa mort, le 18 juillet 1780, revint à son unique héritier mâle Antoine Jean Terray, intendant de Montauban, puis de Lyon, seigneur de La Motte-Tilly, dont la fille Aglaé (1788-1867) épousa en 1807 le duc d’Harcourt, François Eugène Gabriel (1786-1865).

### Durant la période révolutionnaire
Durant la période révolutionnaire, l'Assemblée constituante, par décret du 15 janvier 1790, s'attacha à démanteler les fiefs féodaux en divisant la France en 83 départements (subdivisés en districts puis en cantons).
Aussi la baronnie de Bray, seigneurie Royale, qui n’était ni en Champagne, ni en Bourgogne, ni dans la Brie, fut-elle victime de cette volonté : Bray-sur-Seine, de capitale, fut reléguée au rôle de chef-lieu de canton, puis, en 1801, coupée de la tutelle de l'archevêché de Sens (métropole dont a dépendu Paris jusqu'au XIIIe siècle).
Enfin, pour parachever la création de la Seine & Marne, nouvelle entité administrative, et sans doute par souci de trouver un meilleur équilibre démographique et politique, on procéda à un amalgame de populations en ajoutant au canton de Bray-sur-Seine les communes d'Hermé, Gouaix, Everly, Chalmaison, Soisy-Bouy, et Fontaine-Fourches, étrangères aux coutumes locales.
Ce rattachement administratif forcé et « contre nature », tant sur le plan historique que géographique, alors que le village ne présentait aucune attache avec l'Ile-de-France, a contribué à faire de Fontaine-Fourches « la commune francilienne la plus éloignée du centre de Paris ».

### Depuis la Révolution
Les anciens almanachs de Sens mentionnent l’existence d’un fief de « Tilly », ou « la Motte-Gravoir », s'étendant sur Fontaine.
Déjà, au XVIe siècle, un rôle dressé pour la contribution de l’arrière-ban indique ce fief sous le nom de « la Motte-Graval », et ajoute qu'il ne rapportait guère que 10 livres par an. Il appartenait alors à Grégoire Maslard, procureur du roi à Sens, du chef de sa femme Marie Ménagier.

Le dernier possesseur, à la Révolution, fut Louis Clément Bonaventure Jodrillat, écuyer, lieutenant général au bailliage de Sens, magistrat lettré, originaire de Noyon, qui se retira à son château de Toussac (Villenauxe-la-Petite), devint ensuite conseiller général de Seine-et-Marne (Président du Conseil général en 1802, puis de 1804 à 1806) et finit ses jours à Sens, le 7 avril 1811.
Deux autres nobles, propriétaires de biens à Fontaine-Fourches ont péri, victimes de la Terreur : la comtesse de Rossel, née Lhermite, et la dame Rossel de Cercy, dont un parent, Christophe de Rossel, avait émigré.
On a vendu nationalement quelques terres situées sur Fontaine et appartenant tant à la cure qu'à la fabrique en même temps que d'autres biens confisqués à l'église de Troyes et aux bénédictines de la Madeleine de Traînel.
En 1814, plusieurs colonnes des « armées alliées » (contre Napoléon) ont traversé la commune de Fontaine. Un soldat fut tué au passage et les représailles ne se firent pas attendre : un incendie détruisit un groupe de maisons où logeaient quarante ménages.
Depuis 1877, l'église est toujours sise à Fontaine tandis que l'école est à Fourches : la Mairie-École fut inaugurée en 1877 ; un ravalement effectué en 1906 et l’horloge acquise en 1907.

## Politique et administration

### Liste des maires
| Période                                  | Période  | Identité          | Étiquette | Qualité     |
| ---------------------------------------- | -------- | ----------------- | --------- | ----------- |
| Les données manquantes sont à compléter. |          |                   |           |             |
| avant 1988                               | ?        | Claude Condaminet |           |             |
| 2008                                     | En cours | Xavier Lamotte    |           | Agriculteur |

## Équipements et services

### Eau et assainissement
L’organisation de la distribution de l’eau potable, de la collecte et du traitement des eaux usées et pluviales relève des communes. La loi NOTRe de 2015 a accru le rôle des EPCI à fiscalité propre en leur transférant cette compétence. Ce transfert devait en principe être effectif au 1er janvier 2020, mais la loi Ferrand-Fesneau du 3 août 2018 a introduit la possibilité d’un report de ce transfert au 1er janvier 2026,.

#### Assainissement des eaux usées
En 2020, la commune de Fontaine-Fourches ne dispose pas d'assainissement collectif,.
L’assainissement non collectif (ANC) désigne les installations individuelles de traitement des eaux domestiques qui ne sont pas desservies par un réseau public de collecte des eaux usées et qui doivent en conséquence traiter elles-mêmes leurs eaux usées avant de les rejeter dans le milieu naturel. La communauté de communes de la Bassée - Montois (CCBM) assure pour le compte de la commune le service public d'assainissement non collectif (SPANC), qui a pour mission de vérifier la bonne exécution des travaux de réalisation et de réhabilitation, ainsi que le bon fonctionnement et l’entretien des installations,.

#### Eau potable
En 2020, l'alimentation en eau potable est assurée par la commune qui gère le service en régie,,.
Les nappes de Beauce et du Champigny sont classées en zone de répartition des eaux (ZRE), signifiant un déséquilibre entre les besoins en eau et la ressource disponible. Le changement climatique est susceptible d’aggraver ce déséquilibre. Ainsi afin de renforcer la garantie d’une distribution d’une eau de qualité en permanence sur le territoire du département, le troisième Plan départemental de l’eau signé, le 3 octobre 2017, contient un plan d’actions afin d’assurer avec priorisation la sécurisation de l’alimentation en eau potable des Seine-et-Marnais. A cette fin a été préparé et publié en décembre 2020 un schéma départemental d’alimentation en eau potable de secours dans lequel huit secteurs prioritaires sont définis. La commune fait partie du secteur Bassée Montois.

## Population et société

### Démographie
Au XVIe siècle, la population de la paroisse de Fontaine comptait une soixantaine de feux. En 1780, elle en comptait 132 : Fontaine avait 30 feux et Fourches 102. Puis les deux groupes d'habitations, traversés par le chemin de grande communication no 49, se trouvèrent reliés par des constructions nouvelles.
En 1793, on dénombrait 561 habitants [cf
Recensement de la population
avant 1962 : archive cassini.ehess.fr]. En 1891 on dénombrait 700 habitants.
L'évolution du nombre d'habitants est connue à travers les recensements de la population effectués dans la commune depuis 1793. Pour les communes de moins de 10 000 habitants, une enquête de recensement portant sur toute la population est réalisée tous les cinq ans, les populations de référence des années intermédiaires étant quant à elles estimées par interpolation ou extrapolation. Pour la commune, le premier recensement exhaustif entrant dans le cadre du nouveau dispositif a été réalisé en 2007.

En 2022, la commune comptait 578 habitants, en évolution de −3,83 % par rapport à 2016 (Seine-et-Marne : +3,92 %, France hors Mayotte : +2,11 %).
| 1793 | 1800 | 1806 | 1821 | 1831 | 1836 | 1841 | 1846 | 1851 |
| ---- | ---- | ---- | ---- | ---- | ---- | ---- | ---- | ---- |
| 561  | 539  | 560  | 562  | 688  | 676  | 682  | 675  | 705  |

| 1856 | 1861 | 1866 | 1872 | 1876 | 1881 | 1886 | 1891 | 1896 |
| ---- | ---- | ---- | ---- | ---- | ---- | ---- | ---- | ---- |
| 706  | 751  | 800  | 784  | 777  | 766  | 680  | 700  | 663  |

| 1901 | 1906 | 1911 | 1921 | 1926 | 1931 | 1936 | 1946 | 1954 |
| ---- | ---- | ---- | ---- | ---- | ---- | ---- | ---- | ---- |
| 655  | 638  | 631  | 518  | 490  | 498  | 469  | 471  | 448  |

| 1962 | 1968 | 1975 | 1982 | 1990 | 1999 | 2006 | 2007 | 2012 |
| ---- | ---- | ---- | ---- | ---- | ---- | ---- | ---- | ---- |
| 411  | 384  | 377  | 391  | 471  | 509  | 556  | 563  | 595  |

| 2017 | 2022 | - | - | - | - | - | - | - |
| ---- | ---- | - | - | - | - | - | - | - |
| 602  | 578  | - | - | - | - | - | - | - |

### Manifestations culturelles et festivités

#### LaRosière
La Rosière du village est élue lors de la fête des Rameaux pour une année durant laquelle elle participe aux festivités du village.
À l'origine, une famille du village a fait une dotation à la mairie pour que l'entretien des tombes de ses membres soit assuré par la jeune Rosière.
Aujourd'hui, une fois l'an, une grande fête réunit tout le village autour de la Rosière.
Le matin des Rameaux une messe est dite dans l'église du village ; à la sortie, un apéritif est servi sur le parvis.
Après déjeuner, un cortège composé d'une fanfare, des élus locaux et de toutes les personnes du village le désirant, va chercher la future Rosière devant chez elle et la conduit jusqu'à la salle des fêtes. Là, se déroule la cérémonie d'institution de la Rosière. Les élus font un discours et remettent à la nouvelle Rosière, ainsi qu'à ses deux dauphines (chargées de la remplacer dans ses devoirs en cas de nécessité) des bouquets de fleurs. La Rosière reçoit alors le certificat encadré de sa nomination et une dotation. L'après-midi s'achève par une soirée dansante où les gens du village (et des communes alentour) se retrouvent pour danser, discuter et faire connaissance avec les nouveaux arrivants.
« C’est en 1901 que fut élue la 1re Rosière de Fontaine-Fourches »
Tel est le titre d'un article de presse paru en 1966, découpé dans la page d'un journal dont le nom n'apparaît pas, hélas, qui relate l'événement en ces termes :
« En 1901, fut désignée au deuxième tour de scrutin, par 7 voix sur 11 votants, Mlle Marthe Vajou, 27 ans, sans profession. Elle reçut la somme de 399,27 F. Nous l'avons rencontrée ces jours derniers, alerte malgré ses 92 ans. Elle cultive ses fleurs avec soin et nous a avoué être très fière de son titre de Rosière. Le souvenir de cette journée est toujours présent à sa mémoire.
En 1900 le docteur Auguste Nonat offrit aux enfants des écoles deux prix : et, depuis, chaque année, les meilleurs élèves reçoivent un livret de Caisse d'épargne. À son tour, M. Jean-Baptiste Nonat voulut récompenser la jeune fille, la plus méritante de la commune. Il laissa donc un testament que le maire et le prêtre étaient chargés de faire respecter.
Le règlement de ce legs était ainsi conçu :
" Une jeune fille de Fontaine-Fourches sera élue par le conseil municipal et le prêtre du pays comme la plus méritante. En récompense, elle recevra une certaine somme, soit de 1901 à 1922, 500 F en louis d'or. En contre-partie, la Rosière sera tenue d'entretenir la tombe de la famille Nonat pendant une année et de faire dire une messe à la mémoire des défunts Nonat ".
Chaque année, donc, le conseil se réunit en séance extraordinaire et désigne la Rosière par vote secret. Le garde-champêtre va prévenir l'élue et reçoit son assentiment ; si elle refuse, on procède à un nouveau vote et ainsi de suite…
Parmi les soixante-six Rosières, plusieurs l'ont été de génération en génération ; ainsi, Mlle Henriette Ponchon le fut-elle en 1907 et reçut-elle, à cette occasion, la coquette somme de 510 F or. Sa fille, Mlle Jacques, en 1931, sa petite fille, Annette Lamotte, en 1956, Mlles Raymonde Harandsoy, en l947, Chantal Pléau, en  1964, Carmen Morand, en 1965, obtinrent le titre de "Rosière" comme leur mère l'avait obtenu en 1908, 1943 et 1937. Cette  année [1966], Michelle Courtois, jeune fille de 19 ans, sera Rosière et la tradition sera respectée puisque sa maman Charlotte Couturier, âgée à l'époque de 18 ans, le fut en 1939.
À signaler, qu'en  1962, il y eut deux Rosières, des jumelles, Mlles Yvette et Micheline Angellier[...] et que, jusqu'ici, aucune Rosière n'a failli à la requête de la famille Nonat.»
Les 500 louis d'or, compte tenu de l'érosion monétaire, ont été remplacés par une somme d'argent actualisée au fil des ans.
La remise du prix, qui a lieu chaque année le jour des Rameaux, donne lieu à des festivités qui drainent une population nombreuse venue des alentours.

## Économie

### Revenus de la population et fiscalité
En 2019, le nombre de ménages fiscaux de la commune était de 217, représentant 540 personnes et la  médiane du revenu disponible par unité de consommation  de 20 810 euros.

### Emploi
En 2018, le nombre total d’emplois dans la zone était de 140, occupant 243 actifs  résidants (dont 24 % dans la commune de résidence et 76 % dans une commune autre que la commune de résidence).
Le taux d'activité de la population (actifs ayant un emploi) âgée de 15 à 64 ans s'élevait à 62,2 % contre un taux de chômage de 14,4 %.
Les 23,3 % d’inactifs se répartissent de la façon suivante : 7,7 % d’étudiants et stagiaires non rémunérés, 5,6 % de retraités ou préretraités et 10 % pour les autres inactifs.

### Secteurs d'activité

#### Entreprises et commerces
Au 31 décembre 2019, le nombre d’unités légales et d’établissements (activités marchandes hors agriculture) par secteur d'activité était de 38 dont 2 dans l’industrie manufacturière, industries extractives et autres, 10 dans la construction, 13 dans le commerce de gros et de détail, transports, hébergement et restauration, 1 dans l’Information et communication, 2 dans les activités financières et d'assurance, 8 dans les activités spécialisées, scientifiques et techniques et activités de services administratifs et de soutien et 2 étaient relatifs aux autres activités de services.
En 2020, 8 entreprises ont été créées sur le territoire de la commune, dont 7 individuelles.
Au 1er janvier 2021, la commune ne disposait pas d’hôtel et de terrain de camping.

#### Agriculture
Fontaine-Fourches est dans la petite région agricole dénommée la « Bassée » ou « Basse Seine », au sud-est du département. En 2010, l'orientation technico-économique de l'agriculture sur la commune est la polyculture et le polyélevage.
Si la productivité agricole de la Seine-et-Marne se situe dans le peloton de tête des départements français, le département enregistre un double phénomène de disparition des terres cultivables (près de 2 000 ha par an dans les années 1980, moins dans les années 2000) et de réduction d'environ 30 % du nombre d'agriculteurs dans les années 2010. Cette tendance se retrouve au niveau de la commune où le nombre d’exploitations est passé de 15 en 1988 à 8 en 2010. Parallèlement, la taille de ces exploitations augmente, passant de 67 ha en 1988 à 98 ha en 2010.
Le tableau ci-dessous présente les principales caractéristiques des exploitations agricoles de Fontaine-Fourches, observées sur une période de 22 ans : 
|                                      | 1988  | 2000 | 2010 |
| ------------------------------------ | ----- | ---- | ---- |
| Dimension économique,                |       |      |      |
| Nombre d’exploitations (u)           | 15    | 10   | 8    |
| Travail (UTA)                        | 20    | 14   | 9    |
| Surface agricole utilisée (ha)       | 1 008 | 858  | 783  |
| Cultures                             |       |      |      |
| Terres labourables (ha)              | 1 004 | 847  | 766  |
| Céréales (ha)                        | 705   | 623  | 543  |
| dont blé tendre (ha)                 | 408   | s    | 292  |
| dont maïs-grain et maïs-semence (ha) | 74    | s    | 15   |
| Tournesol (ha)                       | 116   | s    | s    |
| Colza et navette (ha)                | 74    | 81   | 136  |
| Élevage                              |       |      |      |
| Cheptel (UGBTA)                      | 0     | 110  | 17   |

## Culture locale et patrimoine

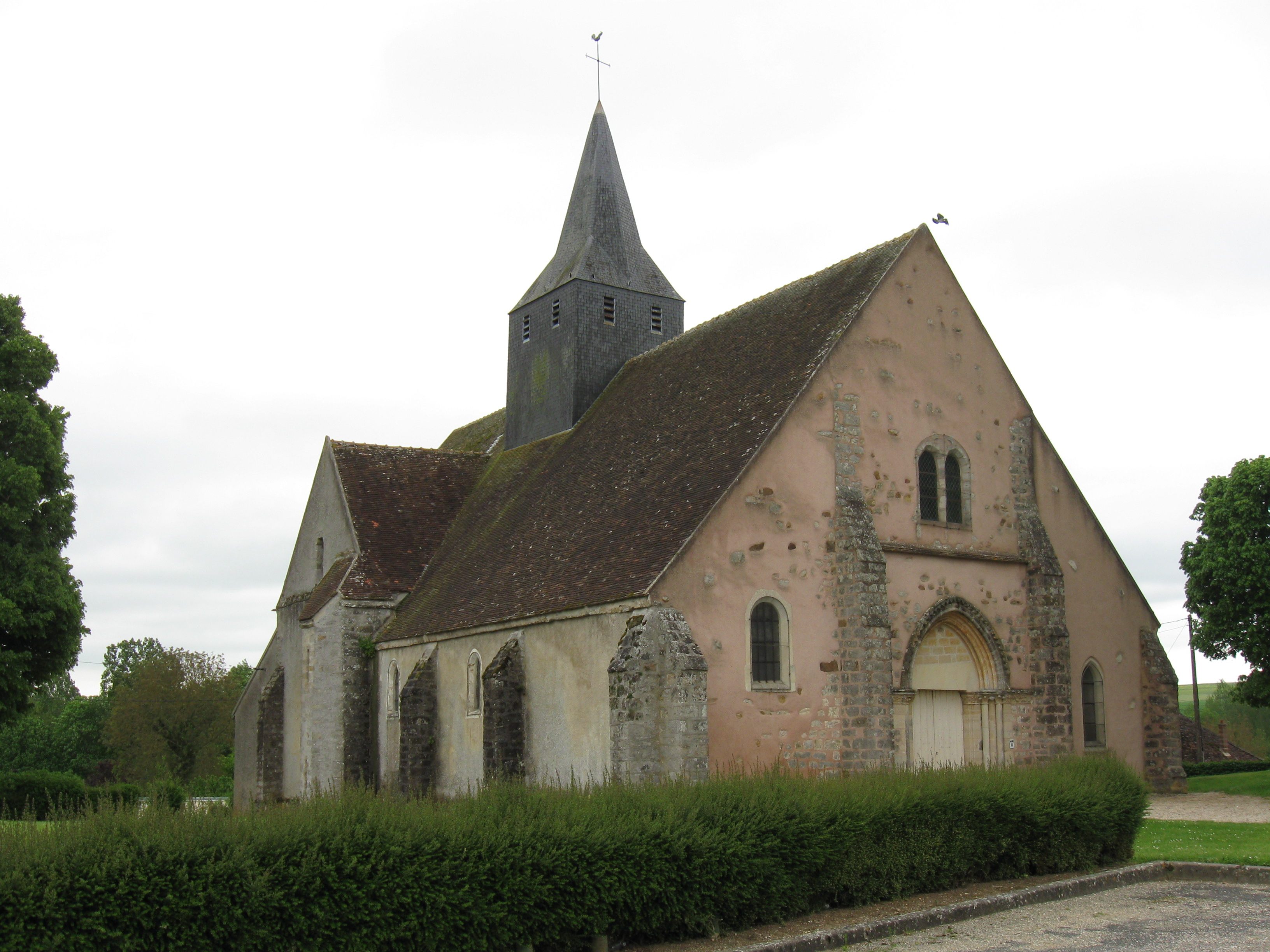
L'église Saint-Martin.

### Lieux et monuments

#### ÉgliseSaint-Martin
Des moulures romanes ornent le portail de l'église de la paroisse, consacrée à Saint-Martin, mais l'édifice recourant au plein-cintre et à l’ogive, est caractéristique d'une époque de transition (XIIe ou XIIIe).
La cure était autrefois à la collation de l'archevêque de Sens. Elle valait 1 200 livres. Le desservant, Germain Colmont, fut appelé en 1555, à Sens, pour assister à la publication de la coutume de ce bailliage.
Réparée dans son ensemble vers 1570, puis vers 1780 sous la direction de Gatien Maréchaux, architecte sous-ingénieur de la généralité de Paris, l'église était à nouveau en fort mauvais état au début du XIXe siècle : L. Michelin constate, en 1835, qu’elle menace ruine.
La cloche de l'église a été bénite en 1754.
Un vitrail représente Saint Martin, partageant sa cape avec un pauvre. Vêtu à la mode de la seconde moitié du XVIe siècle, il ressemble à un gentilhomme de la Renaissance.
Depuis 1901, une messe y est dite chaque année à la mémoire des défunts Nonat. En effet, Jean-Baptiste Nonat avait demandé, par testament, que soit élue par le conseil municipal et le curé, chaque année, une « rosière », jeune fille méritante de la commune (cf ci-dessous).

#### Moulins à eau sur l'Orvin
- Le moulin de Bémont
Encore parfois, à tort, considéré comme situé sur le territoire de Fontaine-Fourches, il se trouve, en réalité, sur la commune de Traînel.
"Dans son Histoire de Trainel, l'abbé Defer nous donne de précieux renseignements sur celui-ci : «Le moulin de Besmont, à deux kilomètres environ de Trainel, existait déjà au XIIIe siècle, si c'est lui que désigne une charte de 1221, sous le nom - le moulin aus vens - moulins à Trainel - "Cartulaire du Paraclet", cela signifie vraisemblablement le moulin au-dessous des moulins de Trainel. Au commencement du XVIe siècle, il fut affermé moyennant un cens en deniers et volailles et une rente en grains à titre d'emphytéose perpétuelle.

Quand fut construit à l'intérieur du pays le moulin banal, il fallut régler les attributs de chacun. Le meunier de Besmont avait droit de quête dans les faubourgs et la Borde mais il ne pouvait prendre aucun grain de la ville, sous peine de confiscation de farine et de bestiaux, suivant une transaction de l'année 1604, par devant Me Girault, notaire : "Aujourd'hui (1884), le moulin de Besmont n'a que deux paires de meules, tandis que l'autre en a quatre paires.»
Par ce texte, nous apprenons que le meunier ne pouvait trouver de grain à moudre qu'en dehors de la ville de Trainel ; ce qui nous fait supposer qu'il devait travailler pour les habitants de Fontaine-Fourches. D'après l'état des revenus de la seigneurie de Trainel, dressé en 1780 à la mort de M. Terray de Rosières, le meunier de Besmont devait au seigneur et par an : 1 livre en argent, 36 bichets (1) de froment, 36 bichets de seigle et 4 chapons."
- Le moulin de Tasuble (appelé communément « Moulin de la Folie »)
Situé sur la rive gauche de l’Orvin, l'édifice actuel, construit au XVIIIe siècle, a fourni la région en farine jusqu’en 1962.
« Le moulin à eau de Tazuble ou de La Folie est situé sur la rive gauche de la rivière de l'Orvin : il est composé de bâtiments nécessaires à son exploitation et au logement du meunier et de différents autres bâtiments, cour et plusieurs parties de terrain vague...»  C'est en ces termes que le géomètre Hubert, Jules Hadot, de Bray sur Seine, requis par le marquis de Cherisey, propriétaire, pour en faire l'arpentage, décrivait, en novembre 1835, l'emplacement du moulin.
Dans son Dictionnaire historique de la Champagne méridionale, Alphonse Roserot, signale qu'en 1398, dans l'aveu fait au suzerain, il est noté l'emplacement du moulin de Tazuble. Par l'état des revenus de la seigneurie de Trainel (2) déjà cité, en 1780, le moulin de Tazuble rapportait au dit seigneur 8 sous 6 deniers d'argent et 48 bichets moins 1 pinte de froment et 48 bichets moins 1 pinte de seigle.
En 1835, Didier Billy est locataire du marquis de Cherisey
En 1879, le moulin appartient aux héritiers du Comte de Montessus.
En 1898, le meunier est M. Légret, les propriétaires sont M. Favin et ses deux sœurs.
En 1923, M. Alexandre Charles Albert Delahaye, meunier, en fait l'acquisition.
Le moulin fut exploité par M. Pierre Delahaye, son fils, jusqu'à son décès en déportation.
Puis l'exploitation fut poursuivie par Mme Grégoire ; le moulin cessa de fonctionner en 1962 pour ne plus servir que d'habitation à sa propriétaire.
Il fut racheté par M. et Mme Balas en 1992].
M. Pierre Balas, peintre plasticien, y installe son atelier et, en 2009, les nouveaux propriétaires l'occupent à titre de résidence principale, restaurant l'environnement et réaménageant le site : en aval du moulin, un nouveau pont sur l'Orvin a été édifié; inauguré le samedi 18 septembre 2010, il porte le nom de "Pierre Delahaye".
1) Le bichet mesure de Trainel valait 16 pintes, ce qui pourrait équivaloir à 15 litres environ
2) Abbé Defer : Histoire de Trainel, page 149 (l'abbé Defer écrit Tasuble)
3) Pierre Delahaye : responsable d'un réseau de résistants, arrêté en septembre 1943, et désigné au  convoi de déportation du 27 avril 1944 ;  interné et tatoué à Auschwitz(matricule 185408), il trouvera la mort au camp de Flossenbürg).
Son action dans la résistance lui a valu le grade de lieutenant.
Le parcours du convoi exceptionnel des déportés tatoués du 27 avril 1944 fait l'objet d'une exposition itinérante : l'article de journal qui en fait état a été publié le lundi 3 mai 2010 dans  L'Est-Eclair-Libération Champagne.
Note :
1- Le toponyme Tasuble peut être :
a) soit issu du latin TABULA qui désigne une “planche”. Or, le moulin a été aussi connu comme "moulin de la Table".
Le mot TABLE (v.1050), selon le dictionnaire historique de la langue française d’Alain Rey, est spécialement employé pour désigner une planche à écrire (en concurrence avec tabellae, plus usuel, “tablettes à écrire”), un tableau d’affichage des lois, des listes d’électeurs ou des proclamations publiques et une table de jeu.
Il désigne aussi, par analogie de forme, un carré de vigne ou de terre.
b) soit une altération* (par aphérèse et syncope) du latin stabulum : lieu (bon ou mauvais) où séjournent humains ou animaux [gîte, demeure, auberge / étable, écurie, bergerie, poulailler] et aussi lieu de débauche.
- les altérations phonétiques d'un mot, par adjonction, suppression ou déplacement de phonèmes ou de lettres sont des métaplasmes.

2- Le toponyme « la Folie », s’applique souvent à un étang ou à un moulin.
On y voit souvent un mot dérivé de « fol » = fou analogue aux nombreuses « folletières » ou « folatières », qui désignaient des lieux hantés par les esprits « follets » (cf : les « feux follets »); c'est une explication plausible.
On peut y voir, avec plus de vraisemblance, le terme qui désignait une petite maison de plaisance et de rendez-vous, sise dans le feuillage [du latin folia, la feuille], où l'on se réunissait pour se divertir librement. (Dictionnaire de L'Académie française page 1:554).
Il est cependant préférable de rapprocher ce mot du verbe « fouler » [v. tr. XIe siècle, foler, issu du latin populaire *fullare], qui signifie fouler, écraser, presser (subst. foleïs : presse).
Le foulage du raisin, de la vendange. Le foulage du blé sur l'aire. Le foulage des draps, des peaux...cf moulin à foulon et fouloir.
[Folage, foulage : n. m. XIIIe siècle, au sens de « droit féodal sur la mouture » Dictionnaire de l'Académie].
Au Moyen Âge, le droit de « folage » était dû au seigneur du moulin ; or le moulin de la Folie était, précisément, un bâtiment seigneurial.
- Le moulin de la Jalousie
Situé en aval du moulin de la Folie, il a disparu dans des conditions obscures.
[ En 1835, dans l'opération d'arpentage commandée par le marquis de Chérisey, il est considéré qu'il reste : "... Les ruines de ce moulin qui a été incendié, une grange, une écurie et une cour...".
En 1898, Théophile Lhuillier, dans une étude sur Fontaine-Fourches, écrit qu'au XIVe siècle, à l'occasion du passage de bandes de pillards membres des grandes compagnies qui ravageaient les campagnes, une partie des maisons de Fontaine et son moulin furent détruits. S'agissait-il de l'établissement précité ? La carte de Cassini établie au XVIIIe siècle représente, en aval de la Folie, un point dénommé Moulin Neuf. Or, ce moulin, par son emplacement, ne peut être que celui de la Jalousie ; fut-il reconstruit pour être de nouveau incendié dans des circonstances ignorées ?
Actuellement, sur la rivière, seule une passerelle, dite de la Jalousie, perpétue le souvenir d'un moulin tombé dans l'oubli et dont le sol est retourné à la nature. ..]
- Le moulin de Tamnoy, 
[Nous avons peu de connaissance sur les origines et le passé du moulin de Tamnoy, sinon qu'il existait au XVIe siècle.
Sur un plan conservé au château de la Motte-Tilly, un gué et un moulin dit de Tamnoy, y sont figurés. À cette époque, les chanoines du chapitre de Trainel en étaient les propriétaires.
D'après MM Michelin et Lhuillier, cet établissement, au début du XIXe siècle, était une petite usine qui se livrait alors à des activités lapidaires. Nous ignorons avec quels minéraux et pour quel usage il travaillait.
À une date inconnue, victime d'un incendie, il fut, plus tard reconstruit à usage d'habitation ; la roue à aubes, heureusement échappée au sinistre, fut restaurée.
Dans l'immeuble fut installée une petite usine qui renouvela la tradition lapidaire en fabriquant des perles.
Toutefois, au début du XXe siècle, le moulin de Tamnoy s'adonnait de nouveau à la minoterie car il était alors exploité par M. Delahaye, meunier, qui transféra ensuite son activité au moulin de la Folie.]
Note : Le moulin de Tamnoy :
TAN (s. m.) : Ecorce pulvérisée du chêne, utilisée dans le tannage végétal des peaux, en raison de sa forte teneur en tanin.
Par analogie, écorce pulvérisée d'autres espèces d'arbres, tels que le châtaignier, le bouleau, le saule, l'acacia, le cachou, le sumac etc., qui possède des propriétés similaires. Autrefois, les « moulins à tan », étaient très actifs sur les berges des cours d'eau.
ÉTYMOLOGIE
Littré (1880) : Origine incertaine. Frisch le tire de l'allem. Tanne, sapin ; Diefenbach, du bas-breton, tanu, chêne ; en gaélique, tionas, en irlandais, tionus, signifient une tannerie. Ce dernier mot convient mieux, parce que c'est plutôt avec l'écorce du chêne qu'avec celle du sapin que se fait le tan. Le mot est ancien ; car on trouve le verbe tanare dans les Gloses d'Erfurt.
TLF : Très prob. issu d'un gaul. *tanno- « chêne » que l'on peut restituer d'apr. Le bret. tann « chêne », l'a. cornique [lang. parlée en Cornouailles jusqu'au XVIIIe siècle ] tannen « id. », l'a. irl. teine « houx » (FEW t. 13, 1, p. 84).
- Le moulin sur le ruisseau de CHARRIOT, situé en aval des sources de Fontaine

Ce moulin à eau, était alimenté, à l’origine, par un petit affluent de l’Orvin, le ruisseau de Charriot, issu de la source de  Piètremont (toponyme signifiant que son altitude n’était pas très prononcée).
Le moulin est alimenté, aujourd’hui, par le trop plein des sources où puisent les communes de Fontaine-Fourches et de Courceaux.
Son ancienneté toponymique est attestée, et par la présence de l'écart (hameau ou habitation écartée) du nom de Chariaux tel qu'il figure sur le relevé cadastral selon le plan d'intendance établi en 1787, et en tant que moulin à eau de Chareau, tel qu'il figure sur la  carte de Cassini, dressée avant la Révolution.
Le vocable "Chareau" qui doit s'entendre comme "qui charrie de l’eau", fut longtemps perpétré dans son acception phonétique "charrie-eau".
Puis, au fil des ans, un glissement sémantique s'opérant, le terme fit alors référence au véhicule de transport d'un usage courant "chari-ot " ; mais la volonté d'entretenir la filiation sémantique avec le terme initial demeura suffisamment forte pour que, curieusement, on le retrouve acté « ruisseau des Fontaines de Charriot », comme si les deux « r », ici, manifestaient un refus obstiné de voir s'appliquer l'exception orthographique qui veut que "chariot" s’écrive avec un seul « r ».
Il fut vendu le 27 mai 1866 par M. François Norbert Lemot, ancien meunier demeurant à Fontaine-Fourches, à M. et Mme Lalliaume-Hedry, propriétaires à Fontaine-Fourches.
On y moulait des céréales à l'époque de la transaction, car M. Arthur Bridou, dans sa monographie de 1889, nous le décrit en ces termes : "... il faut citer aussi le ruisseau de Fontaine qui prend naissance au sud-est et fournissait assez d'eau pour faire mouvoir un  moulin à farine situé audit lieu et qui ne fonctionne plus depuis quelques années... ".
On peut penser que cette cessation d'activité découlait de la concurrence que lui faisaient les moulins de Tazuble (ou de la Folie) et de Tamnoy, plus importants et certainement mieux équipés.
Le 18 janvier 1903, les trois enfants Lalliaume vendirent le moulin à M. Charles Armand Languillat, maçon-huilier qui le transforma en moulin à huile.
L'huilerie / Historique
Charles Armand Languillat et sa femme Anna, née Poyau, (sa première épouse, décédée le 30/10/1892 ) achetèrent, le 18 janvier 1903, aux trois enfants Lalliaume, le moulin (à farine) de Chareau pour le transformer en moulin à huile.
En effectuant des travaux, Charles Armand Languillat se blessa et décéda le 30 septembre 1907, victime du tétanos.
Sa veuve en secondes noces, Albertine Moret, dont il avait divorcé le 8 juillet 1897, et dont il avait une fille, Charlotte Languillat, alors mineure, demanda la vente de ses biens.
Le moulin, treizième lot de la vente par adjudication le 29 décembre 1907, fut mis à prix 3,000 francs.
« Sur ce prix les feux ont été allumés et plusieurs enchères portées la dernière par Monsieur Joseph Laneret, cultivateur demeurant à Fontaine-Fourches a élevé le prix à cinq mille cinq cents francs. Deux nouvelles bougies ont été allumées et se sont éteintes successivement sans nouvelle enchère. En conséquence Me Plessy notaire commis a proclamé ledit M. Laneret  ici présent acceptant adjudication de ce lot moyennant le prix de cinq mille cinq cents francs qu’il s’est obligé à payer ».
Le moulin fut alors propriété indivise de M. Joseph Prosper Laneret, de son épouse Anastasie, née Poyau, et de leurs deux filles, Juliette Berthe Laneret et Léa Marthe Laneret.
C’est cette dernière qui, avec son mari Auguste Henri Legrand, tritura les graines d'œillette et les noix de la région jusqu’en 1945, date de la cessation d’activité du moulin, victime du progrès industriel, comme toutes les huileries artisanales, et de l’interdiction de la culture de cette variété de pavot qu'est l'œillette ou pavot noir (papaver somniferum nigrum). cf Pavot somnifère.
Auguste Legrand et sa femme furent donc les derniers propriétaires à exploiter ce moulin/huilerie.
Le façonnage de l'huile n'étant que saisonnier, ce n'était qu'après avoir terminé la campagne sucrière de la râperie de Villuis, annexe de la sucrerie de Bray, généralement en décembre, que l'huilier pouvait commencer sa propre saison de production d'huile pour les clients de la région qui lui apportaient à traiter, soit des noix, soit, le plus souvent, des graines d'œillette.
Pour réaliser le remplissage du bief du moulin, il se levait à deux à trois heures du matin et s'en allait, dans la nuit, actionner la vanne qui lui permettait de constituer la provision d'eau nécessaire à l'entraînement de la roue à aubes pendant la journée.
Dès six heures du matin, le premier client arrivé déchargeait sa récolte de la charrette et mettait son cheval à l'abri, soit à l’écurie (bâtiment aujourd’hui détruit), soit sous le hangar. Les sacs ouverts, aussitôt déposés sur le carreau du moulin, l'œillette remplissait des récipients déversés dans le concasseur mis en mouvement. Puis, lorsque la trémie était vide et l'appareil débrayé, les graines triturées étaient déposées dans l'auge de pierre où la meule de pierre commençait sa ronde.
Une fois les fruits aplatis, on cuisait la pâte sur le four puis on l’enfermait dans des récipients que l’on disposait sous les presses hydrauliques pour en extraire cette huile dorée, légèrement brune, odorante, que l'on versait toute chaude dans des bonbonnes de grès ou de verre, quelquefois dans des pots à lait de 20 litres.
Dès que le broyage des dernières graines d'un client était terminé, celles du client suivant emplissaient le concasseur et suivaient le même cheminement. L'huilier et sa femme formant une équipe bien rodée, toutes les opérations se succédaient ainsi, sans perte de temps ni précipitation.
Désaffectée depuis que l'on ne cultive plus l'œillette, l’huilerie a conservé un aspect extérieur solide car la bâtisse a été maintenue en bon état par les descendants des huiliers.
Leurs héritiers, avec le concours d'amis bénévoles, ont entrepris sa restauration : les bâtiments ont été ravalés, le bief réaménagé, la roue reconstruite, la meule et son socle consolidés.
Depuis décembre 2005, la roue peut actionner la meule qui tourne sur son socle…
Restent à entreprendre la reconstruction du four et la réparation des presses hydrauliques.

#### Fontaines
Près de l'ancien fief de la Motte-Graval, est sise la fontaine Saint-Martin, source abondante qui s'écoule vers l'Orvin (rivière) et dont les eaux avaient, jadis, la réputation de guérir les fièvres.

### Personnalités liées à la commune
- Claude-Constant Juvénal d'Harville des Ursins (1723-1794), militaire français.
- l'abbé Joseph Marie Terray (1715-1778).
- le docteur Auguste Nonat (médecin hospitalier Paris / la Charité - membre de l'Association Amicale des Anciens Internes en Médecine des Hôpitaux de Paris - promotion 1828)